# Jamaicapauraque
De jamaicapauraque (Siphonorhis americana) is een vogel uit de familie Caprimulgidae (nachtzwaluwen). Het is een waarschijnlijk uitgestorven en anders ernstig bedreigde, endemische vogelsoort op Jamaica,

## Kenmerken
De vogel, waarvan alleen museumexemplaren uit de negentiende eeuw bestaan, is 24 cm lang. Het is een overwegend bruin gespikkelde nachtzwaluw met een lange staart. Hij lijkt op de Antilliaanse nachtzwaluw maar die is groter en heeft een opvallende witte band op de vleugel.

## Verspreiding en leefgebied
Deze soort is endemisch op Jamaica, een eiland in het Caribisch gebied ten zuiden van Cuba en ten westen van het eiland Hispaniola. Het leefgebied ligt op het zuidelijk deel van het eiland in droge bossen op een kalkbodem. De vogel broedde waarschijnlijk, net als andere soorten nachtzwaluwen, op de grond.

## Status
De jamaicapauraque heeft een zeer klein verspreidingsgebied en daardoor is de kans op uitsterven zeer groot. De vogel is na 1860 niet meer met zekerheid waargenomen. Sindsdien is het leefgebied (bossen op kalkbodem) met 75% afgenomen. Verder zijn er zwarte ratten en mangoesten op het eiland verschenen die optreden als predator van vogels die op de grond broeden. De grootte van de populatie werd in 2012 door BirdLife International geschat op minder dan 50 individuen, maar waarschijnlijk is de vogel al uitgestorven. Deze soort staat daarom als ernstig bedreigd (kritiek) op de Rode Lijst van de IUCN.